# Большой Пучкас
Большой Пу́чкас — река в России, протекает в Вологодской области, в Вологодском и Сокольском районах. Устье реки находится в 553 км по правому берегу реки Сухоны. Длина реки составляет 26 км. В 21 км от устья принимает справа реку Едка, в 17 км от устья — реку Возьма.
Фактически Большой Пучкас представляет собой второй рукав истока Сухоны. Он вытекает из Кубенского озера в 4 километрах северо-восточнее села Кубенское и, сделав большую петлю, впадает в основное русло Сухоны пятью километрами ниже его истока из озера. В верховьях образует ряд озёр и разливов. Даже в половодье течение Большого Пучкаса крайне слабое, а летом река обычно пересыхает.
В настоящее время русло Большого Пучкаса настолько заилилось и обмелело, что воды в нём летом не бывает. В питании Сухоны Большой Пучкас значения уже не имеет, он является только границей разлива её вешних вод. В половодье пространство между ним и Сухоной обычно превращается в обширный разлив.
Крупнейшие притоки — Едка, Возьма, Вохтома, Соинова, Вихтома (правые), Марюга (левый). Большой Пучкас впадает в Сухону у деревень Шачино и Капустино напротив деревни Шера (Сельское поселение Боровецкое). Сразу за устьем Большого Пучкаса на Сухоне расположен шлюз «Знаменитый», с помощью которого регулируется сток воды через Сухону из Кубенского озера.

## Данные водного реестра
По данным государственного водного реестра России относится к Двинско-Печорскому бассейновому округу, водохозяйственный участок реки — Северная Двина от начала реки до впадения реки Вычегда, без рек Юг и Сухона (от истока до Кубенского гидроузла), речной подбассейн реки — Сухона. Речной бассейн реки — Северная Двина.
Код объекта в государственном водном реестре — 03020100312103000006257.